# Tulce
Tulce – wieś w Polsce, w województwie wielkopolskim, w powiecie poznańskim, w gminie Kleszczewo.
Wieś szlachecka Tulce położona była w 1580 roku w powiecie poznańskim województwa poznańskiego. W latach 1975–1998 miejscowość administracyjnie należała do województwa poznańskiego. 
Tulce są największą pod względem liczby mieszkańców miejscowością gminy Kleszczewo.
W latach 1902–1976 przez Tulce przebiegała linia wąskotorowej Średzkiej Kolei Powiatowej, tu też znajdowała się stacja kolejowa, od której do roku 1952 odgałęziała się linia do Szewc, Kruszewni i Gowarzewa.

## Zabytki
- Kościół pw. Narodzenia NMP, wzniesiony w I poł. XIII wieku w stylu romańskim, przebudowany w XV i XVI wieku, rozbudowany w 1784; jedna z najstarszych ceglanych budowli Wielkopolski, będący sanktuarium Matki Bożej Tuleckiej[6].
- Piętrowy dwór o cechach baroku z szerokim ryzalitem od czoła zwieńczonym dekoracyjnym szczytem, nakryty dachem mansardowym wybudowany w 1920 r. przez hrabiego Alfreda von Radolin. Ostatnim właścicielem był Otto Sarrazin który opuścił majątek pod koniec II wojny światowej.

## Ludzie związani z Tulcami
- Leon Barciszewski – polski działacz samorządowy, urzędnik konsularny, prezydent Gniezna (1925-1932) i Bydgoszczy (1932-1939), urodzony w Tulcach
- Jerzy Gawroński – oficer rezerwy Wojska Polskiego i ZWZ-AK, działacz „Solidarności”, urodzony w Tulcach
- Władysław Walknowski – biskup pomocniczy poznański, dziedzic Tulec